# Endothenia ator
Endothenia ator es una especie de polilla del género Endothenia, categorizada en la tribu Olethreutini, de la subfamilia Olethreutinae.

## Distribución
Se distribuye por Kenia.

## Taxonomía
Fue descrita por Razowski & Brown en 2012 y publicada en (Endothenia), Zootaxa 3222: 6.